# Pajeon
Pajeon is een variatie op een gerecht wat in de Koreaanse keuken bekendstaat als jeon. Jeon zijn gerechten die veel lijken op een pannenkoek met een hartige vulling. Bij pajeon wordt lente-ui gebruikt als basis vulling. Groene uien worden in het Koreaans pa genoemd. De pannenkoek wordt verder bereid met ei en bloem.
Andere ingrediënten kunnen gebruikt worden om de "pannenkoek" meer smaak te geven. Pajeon wordt ook wel Koreaanse pizza genoemd, juist omdat naar eigen smaak verschillende ingrediënten kunnen worden toegevoegd. Zo kan bijvoorbeeld kimchi pajeon worden gemaakt, door ook kimchi toetevoegen tijdens de bereiding.
Pajeon kan zowel warm als koud gegeten worden en wordt soms geserveerd als bijgerecht.

## Variaties

### Pajeon met zeevoedsel
In het Koreaanse haemul pajeon (해물파전) genoemd. Zeefruit zoals inktvis of garnalen worden aan de standaard pajeon toegevoegd.

### Dongrae pajeon
Dongrae was de naam van de omgeving rondom Busan in de tijd van de Joseondynastie. De pajeon uit die periode werd bereid met ingrediënten van de Dongrae markt. Dongrae pajeon wordt genoemd als een van de geschenken aan de koning..

## Galerij

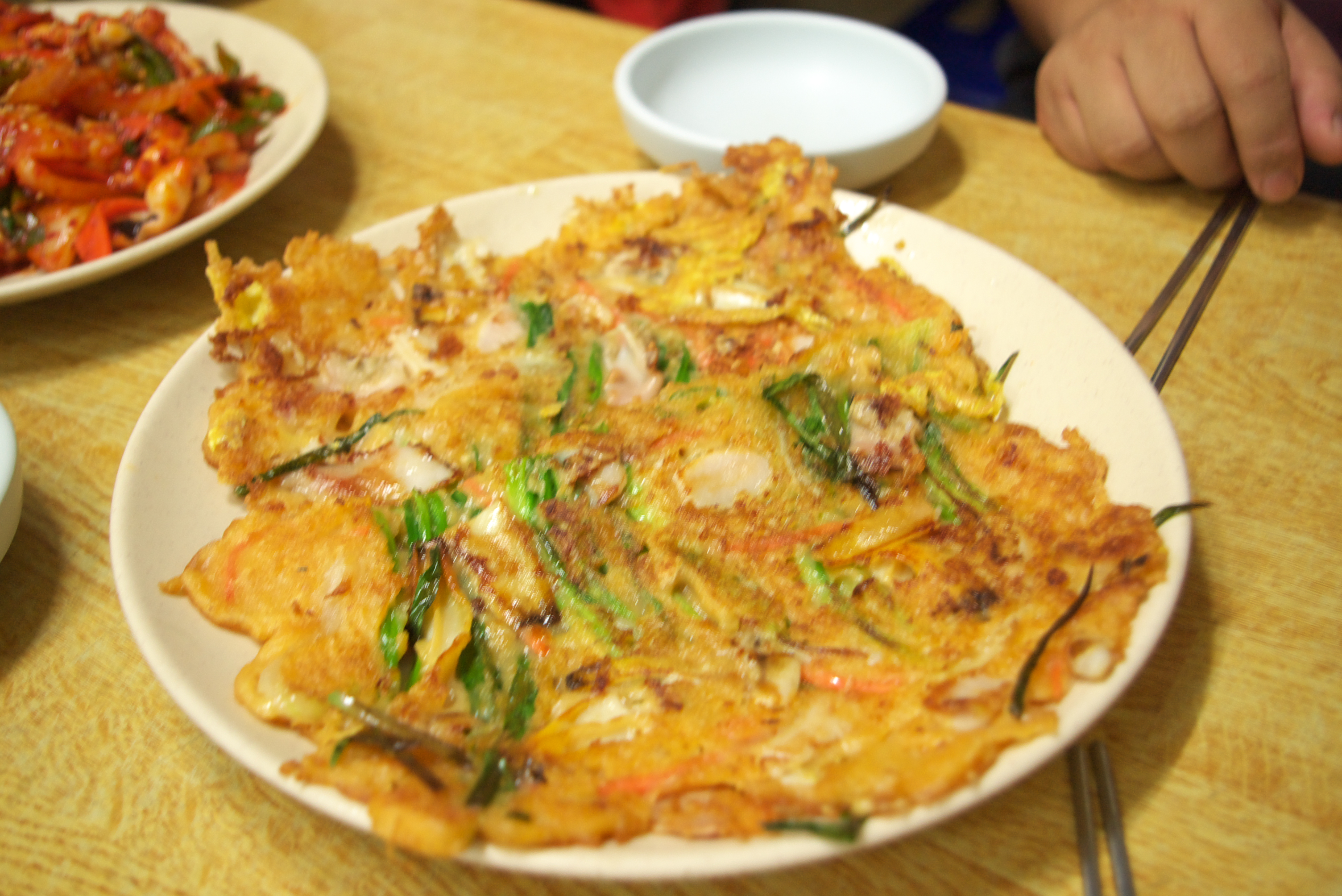
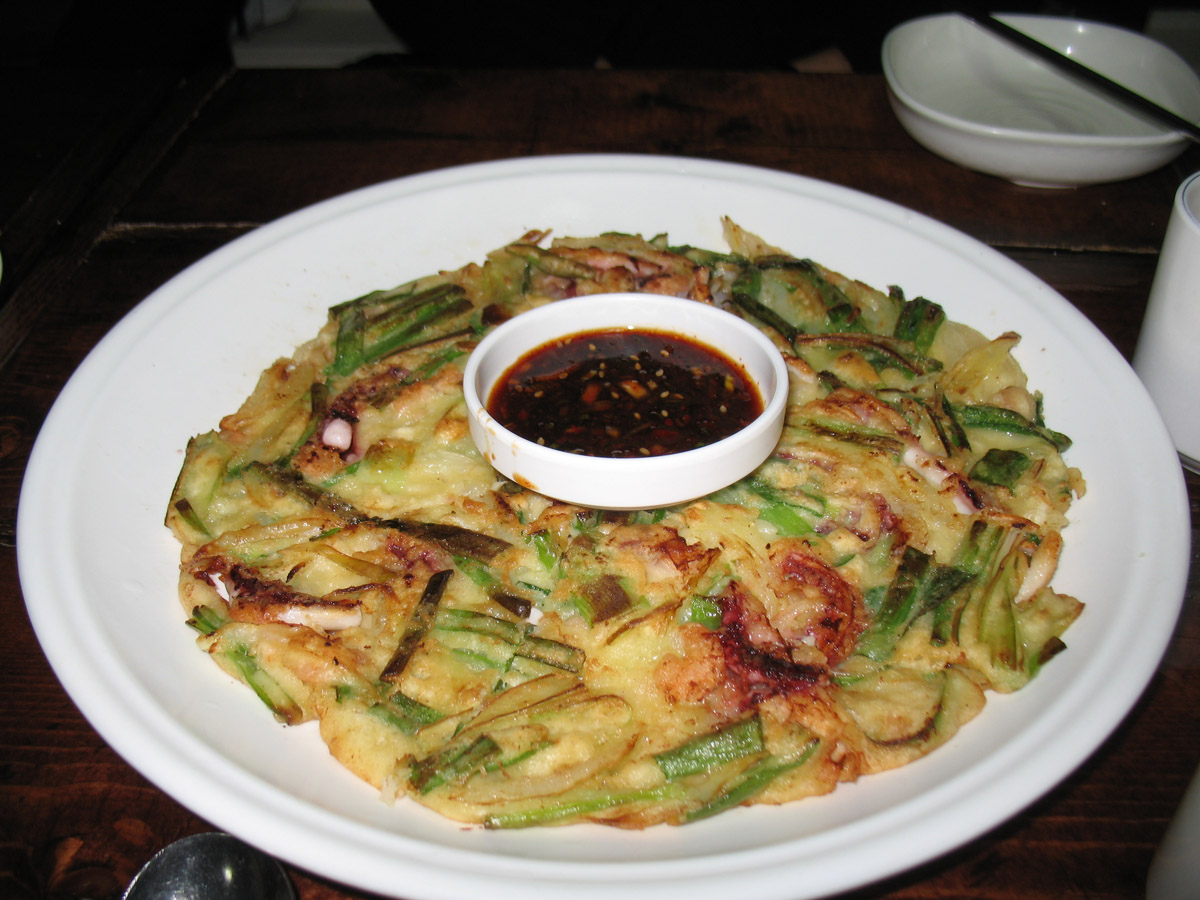
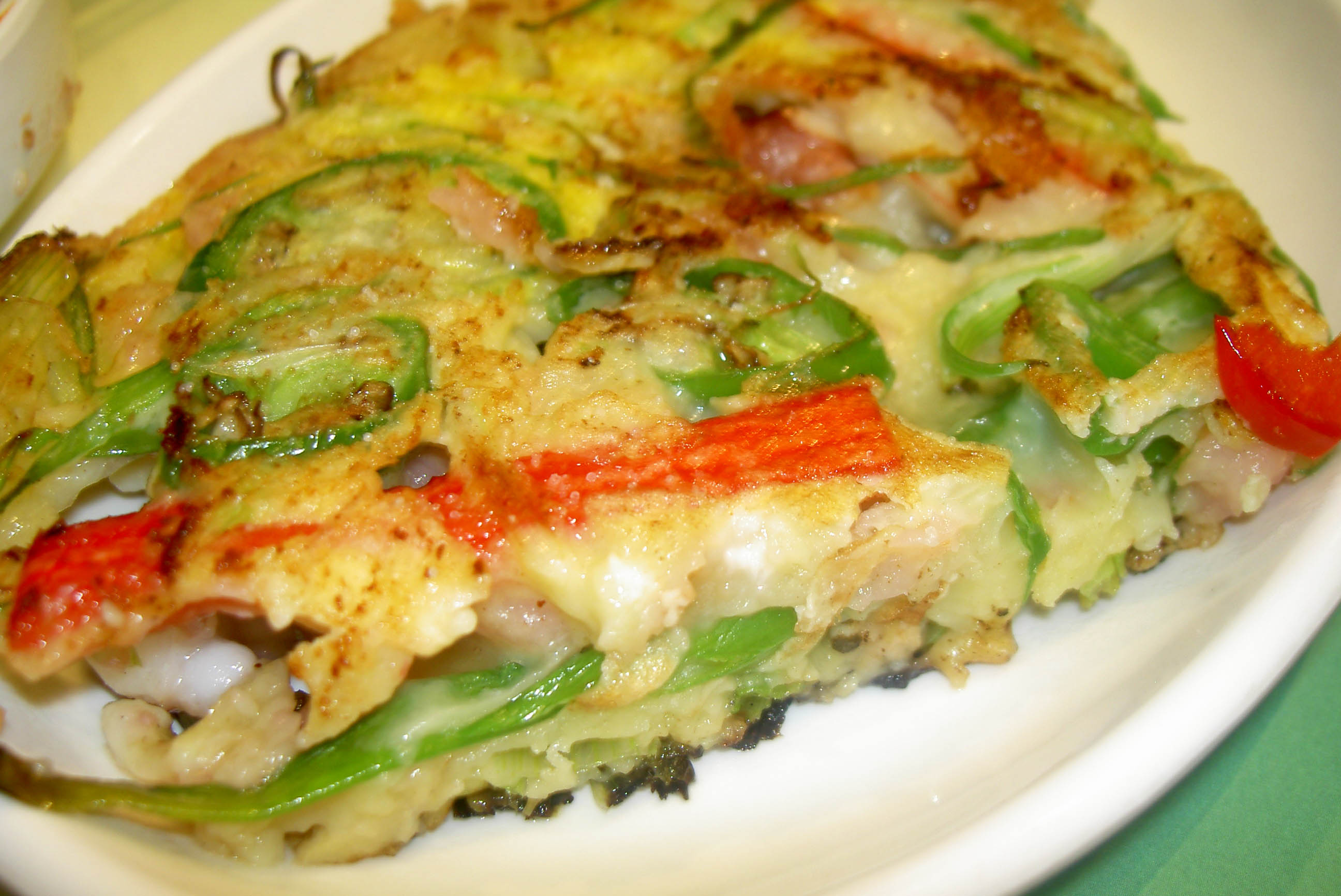
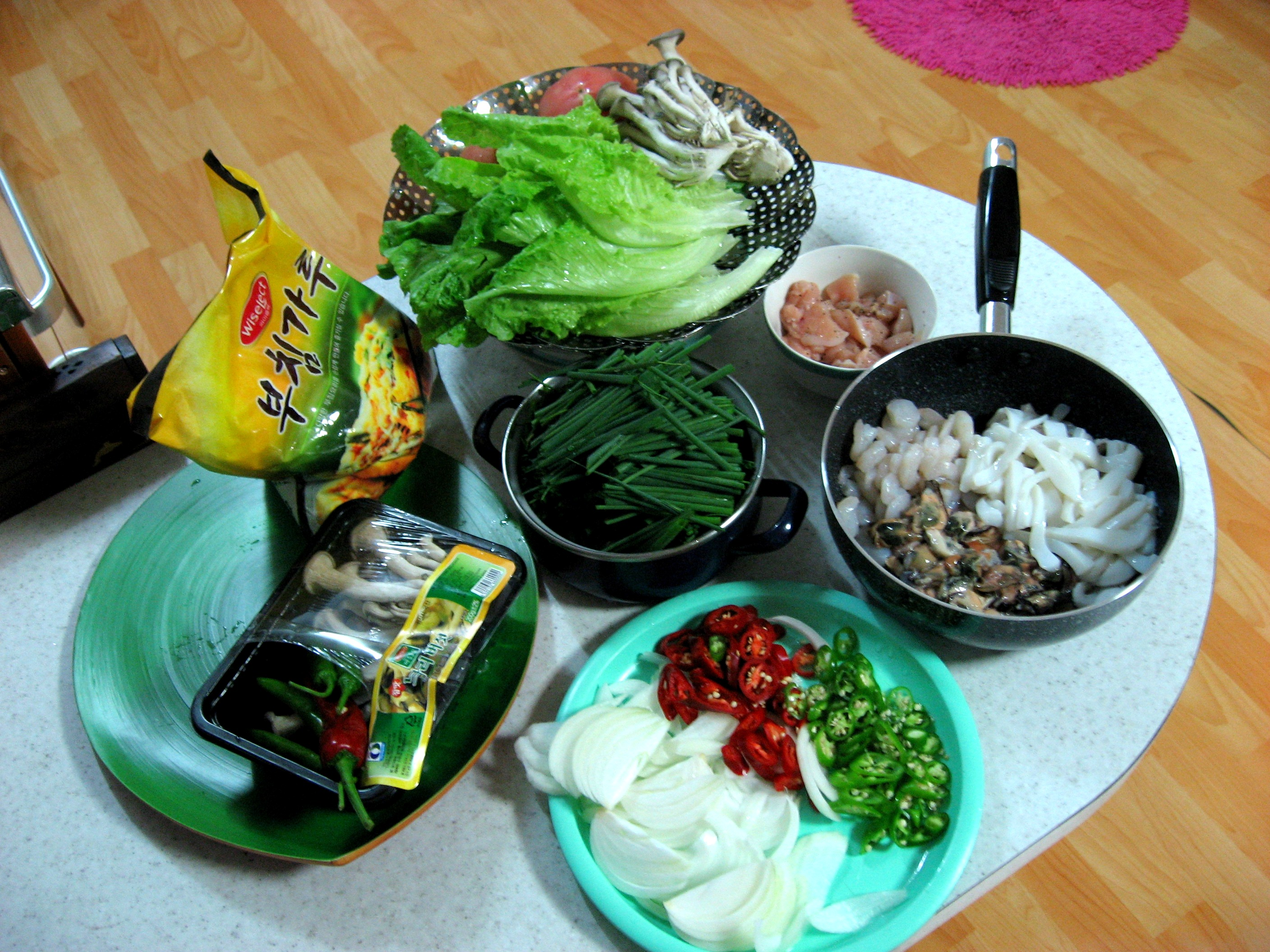